# Nemesvita
Nemesvita là một thị trấn thuộc hạt Veszprém, Hungary. Thị trấn này có diện tích 9,25 km², dân số năm 2010 là 355 người, mật độ 38 người/km².